# Kozeatîn (Kozeatîn), Kozeatîn
Kozeatîn (în ucraineană Козятин) este localitatea de reședință a comunei Kozeatîn din raionul Kozeatîn, regiunea Vinnița, Ucraina.

## Demografie
Componența lingvistică a localității Kozeatîn
     Ucraineană (97,65%)
     Rusă (2,13%)
     Alte limbi (0,12%)
Conform recensământului din 2001, majoritatea populației localității Kozeatîn era vorbitoare de ucraineană (97,65%), existând în minoritate și vorbitori de rusă (2,13%).